# V907 Sco
V907 Sco é uma estrela múltipla localizada na constelação de Scorpio. O sistema consiste de três estrelas, todas orbitando em torno de um centro de massa comum, com uma estrela binária (cujas estrelas componentes possuem um período orbital de 3,78 dias), e uma estrela menor e mais distante das outras duas, esta possuindo um período orbital de 99,3 dias.
V907 Sco é peculiar visto que o sistema por vezes é uma binária eclipsante - ou seja, sua magnitude aparente aumenta e diminui periodicamente com o tempo - e por vezes não. Estas variações de brilho foram notadas nas primeiras observações do sistema, de 1899. O brilho tornou-se estável em 1918, retornando a variar em 1963, e parando em 1986. Acredita-se que as variações de brilho retornaram em torno de 2030.